# Víkarbyrgi
Víkarbyrgi (IPA: [ˈvʊikaɹˌbɪɹdʒɪ], danska: Vigerbirge) är en frånflyttad ort på Färöarna, belägen vid Víkarfjørður på ön Suðuroys östkust. Till byn räknas också Hamrabyrgi, som ligger avskild med en liten älv. De två byarna ödelades efter digerdöden 1349 och var båda obebodda fram till omkring 1830. Sedan 2010 har ingen varit permanent bosatt i orten.

## Historia
Det är inte känt när Víkarbyrgi grundlades, men den tros vara en av Färöarnas äldsta. Det sägs att iriska munkar fördrevs från Baglhólmur vid Víkarbyrgi redan innan vikingarna slog sig ner på ön, och att de munkarna var den första bosättningen.
Byn var under medeltiden en av de största byarna på ön, med en egen kyrka och kyrkogård och rester från dessa kan ses än idag. Samhället ödelades i och med digerdöden 1349, och endast kvinnan Sneppan i Hamrabyrgi överlevde. Den långa isoleringen under pesten gjorde att hon inte ville ha kontakt med andra. För att hon inte skulle dö i svält sägs det att man från grannbyn Sumba hissade ner torkat kött från berget. Ruinerna vid forsen bär namnet Snepputoftin efter henne.
1830 byggde Joen Joensen från Sumba ett hus i Víkarbyrgi och flyttade dit tillsammans med sin familj. 1834 hade samhället 13 invånare, och 1906 hade siffran stigit till 40. Den 31 mars 1942 drev en mina i land som skadade flera hus. 1970 hade Víkarbyrgi 22 invånare och 1977 fick samhället vägförbindelse - som den sista på Suðuroy. Samma år byggde man en anläggning för laxmottagning.
Under 1980- och 1990-talen var byn för det mesta frånflyttad. Det har den varit sedan 1998 trots att byn har haft en registrerad invånare.

## Befolkningsutveckling
| Befolkningsutvecklingen i Víkarbyrgi 1985–2015 | Befolkningsutvecklingen i Víkarbyrgi 1985–2015 | Befolkningsutvecklingen i Víkarbyrgi 1985–2015 | Befolkningsutvecklingen i Víkarbyrgi 1985–2015 | Befolkningsutvecklingen i Víkarbyrgi 1985–2015 |
| ---------------------------------------------- | ---------------------------------------------- | ---------------------------------------------- | ---------------------------------------------- | ---------------------------------------------- |
|                                                |                                                |                                                |                                                |                                                |
| År                                             |                                                |                                                | Folkmängd                                      |                                                |
| 1985                                           | 1985                                           |                                                | 7                                              |                                                |
| 1990                                           | 1990                                           |                                                | 5                                              |                                                |
| 1995                                           | 1995                                           |                                                | 4                                              |                                                |
| 2000                                           | 2000                                           |                                                | 2                                              |                                                |
| 2005                                           | 2005                                           |                                                | 2                                              |                                                |
| 2010                                           | 2010                                           |                                                | 0                                              |                                                |
| 2015                                           | 2015                                           |                                                | 0                                              |                                                |
|                                                |                                                |                                                |                                                |                                                |